# Caso Sonia Maria de Jesus
O caso Sonia Maria de Jesus refere-se ao resgate de Sonia Maria de Jesus, mulher negra, surda, não oralizada e sem o conhecimento de Libras, que contava com 50 anos no momento do resgate, encontrada em situação análoga a escravidão e que após o resgate volta a casa da qual foi resgatada. Sonia era mantida na residência de um desembargador no estado de Santa Catarina e foi resgatada por uma operação de fiscalização do trabalho do Ministério do Trabalho. O caso de Sonia se torna mais emblemático pois ela retorna a casa onde era mantida após um encontro irregular com o seu agressor.

## Histórico
Sonia Maria de Jesus foi separada da família, sem o consentimento, aos 9 anos na cidade de Osasco. Sua mãe, Deolina Ana de Jesus, passou o restante da vida procurando pela filha e veio a falecer sem reencontra-lá.

## Repercussão
A Conselho Nacional de Direitos Humanos lançou uma nota pública expressando a preocupação sobre o caso de Sonia.